# ベア・ナックルII 死闘への鎮魂歌
『ベア・ナックルII 死闘への鎮魂歌』（ベア・ナックルツー しとうへのレクイエム、海外名：Street of Rage 2）は、1992年12月20日に北米にて日本のセガから発売されたメガドライブ用ベルトスクロールアクションゲーム。日本では1993年1月14日に発売された。
同社の『ベア・ナックル』シリーズの第2作目である本作は、囚われたアダムを救う為、アクセル、ブレイズ、そしてプロレスラーのマックス、アダムの弟のサミーが立ち上がる。シリーズ中でも最高傑作との評価が高い。
1993年にゲームギアに移植された他、1994年には欧州にてセガ・マスターシステムに移植された。2003年にはセガゲーム本舗の1作としてWindowsにて発売、2007年にはWii用ソフトとしてバーチャルコンソールにて配信された他、Xbox 360用ソフトとしてXbox Live Arcadeにて配信された。2015年にはセガ3D復刻プロジェクトの1作としてニンテンドー3DSにて配信された。その他、PlayStation 2およびゲームキューブ用ソフト『ソニック ジェムズ コレクション』（2005年）やPlayStation 3およびXbox 360用ソフト『ソニック アルティメット ジェネシスコレクション』（2009年）などのオムニバスソフトに収録された。

## ゲーム内容
前作に比べてキャラクターのグラフィックが大きくなり、アニメーションも滑らかになり、雑魚キャラクターにも体力ゲージが表示されるようになった。また打撃音にADPCMが多用され、攻撃時の迫力が増した。タイマーがあってもタイムが頻繁に加算されるため、タイムアップはまず無い、スペシャル攻撃の連射でもボスを倒せるなど難易度は低く設定されている。1画面に同時に登場する敵キャラクターは1人プレイ時で5人、2人同時プレイで最大6人。オープニング曲は前作のバッドエンディングの曲をリミックスしたものが使用されている（ストーリー上に前作のバッドエンディングとの繋がりはない）。
スペシャル攻撃（必殺技）が前作の回数制限・ボム的なものから、体力消費・無敵・周囲を吹っ飛ばす技に変更された。また、前方へ強力な打撃を行うタイプのスペシャル攻撃も追加された。前者は敵に当たらなければ体力を消費しないうえ、命中時の体力消費も少なめなので、敵の攻撃に対するカウンターや回避手段としても使いやすい。後者は単体の技としては最大級の破壊力を誇るが、動作時間が長かったり、判定はさほど良くないなどの欠点もある。
「ダウンさせないジャンプ攻撃」が追加された。これは通常の飛び蹴りなどの敵を吹っ飛ばすジャンプ攻撃と違い、ヒットしても怯ませるだけでダウンさせない。このため格闘ゲームのように飛び込みからの連続技をできたり、着地してそのまま掴み状態へ移行できる。技単体としても若干横のリーチが劣るが、下方向への判定は強めで使い手がある。
また他にも背面攻撃、溜め攻撃、ダッシュ攻撃、掴み状態からの裏廻り、後掴み状態、ジャンプ投げ、ニュートラル投げ（ダメージ多め）とレバー入れ投げ（敵を巻き込みやすい）、後ろ掴みからの投げ、垂直ジャンプ攻撃、受身など技と展開が豊富である。さらに、通常攻撃などのモーションをキャンセルしてダッシュ攻撃やスペシャル攻撃につなぐことも可能になっており、対戦型格闘ゲームさながらの連続攻撃を繰り出すことができた。
本作から、通常ゲームの他に対戦モードが追加され、対戦格闘ゲームの様にプレイヤーキャラクター同士での対戦格闘が行えるようになった。対戦モードに限っては1Pと2Pで同じキャラクターが選択でき、同じキャラクターを選んだ場合は2P側が色違いキャラクターになる。キャラクター選択後にステージとスペシャル攻撃の有無が選択でき、選んだステージによってあらかじめ地面に落ちている武器が変わる。ゲームは2本先取制で、対戦中はタイマーが3ずつ減っていくのでタイムアップもありえる。

## キャラクター

### プレイヤーキャラクター
各キャラクターの能力はパワー、テクニック、スピード、ジャンプ力、スタミナの5項目で表される。
アクセル・ストーン（AXEL STONE）
パワー★★、テクニック★★★、スピード★★、ジャンプ力★、スタミナ★★
テクニック型。ジャンプ力が低く、武器を含めリーチも短めだが、技のモーションが全般的に速いため連続攻撃を得意とする。また、ダッシュ攻撃の「グランドアッパー」が「超強判定・大ダメージ・リーチ有り・対地対空両用・隙ほぼ無し」と強力無比な性能を誇っているのも利点で、これだけでもクリア可能。初心者向けキャラクター。
必殺技は「ドラゴンウイング」、「ドラゴンスマッシュ」。
ブレイズ・フィールディング（BLAZE FIELDING）
パワー★★、テクニック★★、スピード★★、ジャンプ力★★、スタミナ★★
標準型、ややスピード寄り。武器の扱いに長けており、特にナイフは他キャラクターとは違い、連続ヒットする。『I』では黒髪だったが、『II』でブラウンに改められた。
パワーは低めだがリーチや判定は強く、しっかり使い分ければかなりの強さを発揮する。1人プレイ時でも柔軟性に富むが、2人同時プレイ時のフォロー役としても優秀。投げ技が豊富で通常攻撃と繋げることで多様なコンボ技が出せる。やや初心者向けのキャラクター。
ダッシュ攻撃は「飛翔双斬」。必殺技は「円舞脚」、「気功掌」。
飛翔双斬は多段ヒットが狙えるがうまくヒットさせるのが難しく隙も多いのが欠点
円舞脚は出した後の着地時に隙があり、シバ等素早いキャラには反撃されやすい。
海外版では跳び蹴りをした際にスカートの中が見えないようにグラフィックが修正されている。
マックス・サンダー（MAX THUNDER）
パワー★★★、テクニック★★、スピード★、ジャンプ力★、スタミナ★★★
新キャラクター。アクセルの親友で、プロレスラー。親友のために大事な試合をすっぽかして応援に駆けつけた。
強靭な肉体とパワーを持ち、唯一相手を掴んだ状態でジャンプすることができ、専用の投げを繰り出すことが出来る（その代わり掴みからの裏周りは不可）。打撃技は全般的に使いにくく、攻撃力もブレイズと大差無い。その代わり投げ技のダメージが強力で、ゲージ1本以上奪えるコンボもある。武器は長物であればかなり強く、唯一振りかぶった後ろ側に判定があるが、敵を掴むと武器を落とすため投げがやりにくくなるのが若干問題。必殺技のサンダータックルを根本から当てて凄いヒット数とダメージを稼いだり、投げようと掴みにいって殴られたということを回避するような動きをしたりなど、パワーを生かし欠点をカバーする工夫と立ち回りが必須。やや上級者向けキャラクター。
ダッシュ攻撃は「スライティングシザース」。必殺技は「ボンバーナックル」、「サンダータックル」。
サミー・ハンター（SAMMY HUNTER、海外版ではエディー・ハンター/EDDIE "SKATE" HUNTER）
パワー★、テクニック★★、スピード★★★、ジャンプ力★★★、スタミナ★
新キャラクター。アダムの弟で、幼い少年。スピード型。
ローラースケートを履き、レバー二度入れでダッシュ移動ができたり、ダッシュ攻撃の突撃距離・速度が優れていたりなどスピードは随一。ただし子供なだけにリーチ・パワー共にかなり劣り、武器の扱いもナイフ以外は武器に振り回される程に苦手。特にパワーの無さは致命的と言ってもいいレベルで、攻撃を当てても当てても敵の体力があまり減らないほどの苦労を強いられるため、超上級者向けキャラクターと言える。
ダッシュ攻撃は「ダイナマイトヘッドバット」。必殺技は「ダブルスピンキック」、「コークスクリューキック」。
サミーの名前は開発中に一旦「エディ」に変更されたものが最終的に「サミー」に戻されている。海外版は本名がエディで表示名は「SKATE」とされた。

### 雑魚キャラクター
今作のみの要素として特定の敵を倒すと1万ポイントが入るというシステムが導入されている。
ガルシア（GALSIA）
一番弱い一般的な荒くれ者タイプの雑魚。ジャブをたまに行う程度で非常に弱く、ナイフを所持して登場した場合は突進攻撃となる等、見た目同様前作のチンピラタイプの敵とほぼ同じ性質を持つ。
色違いバージョンを含めた名前はJOSEPH、SURGER、B.T、JONATHAN、BRASH、GARAM、TALK。TALKはMr.X戦に登場するザコのラストに登場する。
ドノヴァン（DONOVAN）
サングラスをかけたスキンヘッドの黒人。ガルシアの次に弱い雑魚。ほとんどの場合ガルシアとセットで出現することが多いが、時折飛び蹴り対処に対空のアッパー攻撃を使い、鉄パイプを所持して登場することもある。U-3、MC.K、ALTETは倒した際に1万ポイントが入る。
色違いバージョンを含めた名前はZ、GONZALEZ、BROWN、MARTIN、U-3、REID、GUDDEN、MC.K、ALTET。
シグナル（SIGNAL）
ロングパーカーとモヒカンが特徴の雑魚。プレイヤーの攻撃が届かない場所からのスライディングや投げを使う等、ガルシアと同じく前作の敵とほぼ同じ性質をもつ。
パーカーの色で名前が決まり、黄色いパーカーならイエロー・シグナル（ゲーム中の表記はY.SIGNAL）、赤いパーカーならレッド・シグナル（同じくR.SIGNAL）となる。他にも青と紫・朱色もある。
名前で「SIGNAL」が使われていない者もおり、それを倒すと1万ポイントが入る。
ジャック（JACK）
ナイフを持ったパンクファッションのモヒカン男。中ボス的な存在で体力が多い。離れているとナイフを投げてくるが、地面に3本ナイフが落ちると、それ以上投げられなくなり落ちているナイフを拾いに行く。プレイヤーがダウンすると挑発してくる。
ゲームを進めると登場する色違いバージョンを含めた名前は、JACK、BEANO、SOYA。
エレクトラ（ELECTRA）
左腕を改造した電気鞭を使って攻撃してくるボンデージ姿の美女。時折飛び蹴りを使うこともある。
色違いバージョンを含めた名前はNORA、L.LISA、SUG.Q、METAL.M、CASKA、REINE、ENOLA、DALLALA、ELDY、BLOODY、ZORA。
ビッグベン（BIG-BEN）
帽子を被ったサスペンダースタイルで肥満体の男。前作のボンゴの様に炎を吐きながら突進したり、連続ビンタやフライングボディープレスをしてくる。プレイヤーが攻撃を受けてダウンすると笑って挑発する。
色違いバージョンを含めた名前はBIG-GO、HEART、BALLOON、BONGO、GOURMAND、GOLBA、BUFFET、DANTE、TITAN、ANRY。
ライダー（RIDER）
フルフェイスヘルメットを被ったライダー。バイクに乗って突っ込んでくるタイプや背景の奥から爆弾を投げてくるタイプもいる他、ドノバンと同様に鉄パイプを所持して登場することもある。背後に回られると羽交い締めを仕掛けてくることがある。
一部の例外を除き、FOG、GALE、STORM、TEMPEST、HEIL、BLADE、DEW、TYPHOON、TORNADOといった自然現象に関係する名前が付けられている。
ハンゾウ（HANZOU）
忍者。クナイやカタナを持っていることがある。ジャンプしながら手裏剣を投げて来たり、投げ技や忍法影分身による高速移動など多彩な攻撃手段を持つ。
色違いバージョンを含めた名前はKUSANAGI、RYUOHIN、RANZOU、YAGASIRA、SETSURA、IZAYOI、UNSAI、TENZEN、GENYOSAI、KANZOU、JAY、BUOH、HUWA、MUTSU。ゲームギア版では2面ボスとして初登場する。
レイブン（RAVEN）
ムエタイボクサーの敵。ムエタイ式の素早い蹴り技が得意で、こちらの攻撃をガードしたりもする。
この系統の敵はEAGLE、FALCONなど、全て鳥の名前を持つ。ゲームギア版には登場しない。
ハクヨウ（白鷹、HAKUYO）
中国の武道家のような敵。飛び蹴りや気をまとった張り手を使ってくることもある。この系統の敵は朱雀・青龍など四聖獣や虎秀・金剛・阿修羅など和風の名を持つ。
マイン（MINE）
ゲームギア版のみに登場する小型ロボット。跳ねながら近づいてくる。攻撃はしてこないが、一発でも攻撃を当てると爆発する厄介な敵。

### ボスキャラクター
バーボン（BARBON）
1面ボス。ステージ最後でバーテンダーとして登場し、一旦逃げて裏口で待ち伏せして上着を破り捨てて挑んでくる。ハイキック、ガードが使える上、投げ技も使用する。
5面と8面では中ボスとしてWAINE、VULTUREが登場する。
ジェット（JET）
2面ボス。ジェットパックで空中に浮かんでいる。不用意に近づくと掴まれて高空から地面に叩きつけられる。地上からの攻撃は一切当たらず、飛び蹴りや必殺技しか効かない。
ゲームギア版では中ボスに格下げされている。
ヴェヘリッツ（VEHELITS）
3面中ボス。怪物型のメカで、首を伸ばして攻撃してくる。位置が非常にわかりづらい。必殺技を連打すればあっさり倒せる。
ゲームギア版には登場しない。
ザムザ（ZAMZA）
3面ボス。カギ爪と甲冑で身を固めた敵。動きが素早く、対空攻撃・突撃攻撃をする他、ガードも出来る。ステージ途中に落ちている刀を持っていれば、刀を振り回しているだけであっさり倒せる。
8面にも中ボスとしてNAILが登場。ゲームギア版では中ボスに格下げされている。
リザーディアン（LIZARDIAN）
ゲームギア版の3面ボス。異星人のような姿をした改造人間。姿を消したり、レーザーで攻撃してくる。唯一ボス戦BGMが流れないボスでもある。5面に中ボスとして再登場する。
アバデデ（ABADEDE）
4面ボス。前作に登場したボスだが、今作にも登場。地下プロレスラーらしく、ダッシュしながらのラリアットなどで攻撃してきたり、プレイヤーを掴んでバックドロップ、スパナを使い凶器攻撃を仕掛けてくる、こちらのパンチ攻撃には胸板で耐えてカウンターを返してくる等、多彩な攻撃方法を持つ。
ゲームギア版には登場しない。
R・ベアー（R.BEAR）
5面ボス。出っ腹、尖ったスキンヘッド＆口髭、タイツのような服にボクシンググローブというコミカルな外見。
しかし見た目とは裏腹に、ウサギのような軽やかなステップから繰り出されるキレのあるパンチ、ジャンプ攻撃には対空アッパー、軸がずれていればジャンピングヒップアタック、掴めば連続ヘッドバットというかなり強力なキャラクター。
8面には中ボスとしてベアーJrという息子と戦うことになるが基本動作は父ベアーと同じ。
サウザー＆ステルス（SOUTHER＆STEALTH）
6面ボス。サウザーはザムザ、ステルスはジェットの色違い。サウザーのみ倒せばよい。
ゲームギア版には登場しない。
モールクル＆パーチクル（MOLECULE＆PARTICLE）
7面ボス。人型のロボット。レーザー攻撃をしたり、ハンマー付きの手を伸ばして攻撃したり、倒されると爆発する。
難易度を上げると、この2体以外にも同タイプのロボットが援軍としてやってくる。
シバ（SHIVA）
8面中ボス。格闘家風の見た目をしている、Mr.Xの側に仕える幹部で、本作にてアダムを誘拐した張本人でもある。
すばやい動きとプレイヤーと同類の技、高い攻撃力を誇り、更にアクセルの「グランドアッパー」に似た蹴り技「ファイナルクラッシュ」やガードも出来る強敵。
Mr.X
8面ボス。サブマシンガンを持っており、プレイヤーキャラクターから遠いと発砲して、近いと銃床で殴る。Mr.X自体は体力があるだけで左程強くないが、同時に相手せざるを得ない大量のザコ、そしてそのザコごと掃射してくるMr.Xの銃撃が障害となる。
国内版では葉巻をくわえて登場するが、海外版ではカットされている。

## 移植版
| No. | タイトル                                                                     | 発売日                                           | 対応機種                                           | 開発元                 | 発売元         | メディア | 型式                                                                           | 備考                                                       |
| --- | ---------------------------------------------------------------------------- | ------------------------------------------------ | -------------------------------------------------- | ---------------------- | -------------- | --- | ------------------------------------------------------------------------------ | ---------------------------------------------------------- |
| 1   | ベア・ナックルII 死闘への鎮魂歌 Streets of Rage 2                            | 1993年7月23日 1993年8月 1993年                   | ゲームギア                                         | 日本システムハウス     | セガ           | 4メガビットロムカセット                                                                                                  | G-3328 2517                                                                    |                                                            |
| 2   | Streets of Rage 2                                                            | 1994年2月                                        | セガ・マスターシステム                             | 日本システムハウス     | セガ           | ロムカセット | 9026                                                                           |                                                            |
| 3   | セガゲーム本舗 ベア・ナックルII 死闘への鎮魂歌                               | 2003年12月19日                                   | Windows                                            | メディアカイト         | メディアカイト | CD-ROM | -                                                                              | メガドライブ版の移植                                       |
| 4   | ソニック ジェムズ コレクション                                               | 2005年8月11日                                    | PlayStation 2 ゲームキューブ                       | ソニックチーム         | セガ           | DVD-ROM | PS2:SLPM-66074 GC:DOL-G2XJ-JPN                                                 | メガドライブ版の移植、日本版のみ収録                       |
| 5   | ベア・ナックルII 死闘への鎮魂歌 Streets of Rage 2                            | 2007年5月15日 2007年5月21日 2007年6月1日         | Wii                                                | エインシャント         | セガ           | ダウンロード （バーチャルコンソール）                                                                                    | MA6J MA6E                                                                      | メガドライブ版の移植                                       |
| 6   | ベア・ナックルII 死闘への鎮魂歌 Streets of Rage 2                            | INT 2007年8月29日                                | Xbox 360 (Xbox Live Arcade)                        | Digital Eclipse        | セガ           | ダウンロード (SEGA Vintage Collection)                                                                                   | -                                                                              | メガドライブ版の移植                                       |
| 7   | Streets of Rage 2                                                            | 2011年1月26日                                    | Windows                                            | エインシャント         | セガ           | ダウンロード (Steam) | -                                                                              | メガドライブ版の移植                                       |
| 8   | Sonic's Ultimate Genesis Collection SEGA Mega Drive Ultimate Collection      | 2009年2月10日 2009年2月20日                      | PlayStation 3 Xbox 360                             | Backbone Entertainment | セガ           | Blu-ray Disc DVD-ROM | PS3: BLUS-30259 BLES-00475 XB360: 68034 384-40210                              | メガドライブ版の移植                                       |
| 9   | ベア・ナックルII 死闘への鎮魂歌 Streets of Rage 2                            | INT 2011年4月13日 2011年4月15日                  | iPhone、iPod touch (iOS)                           | エインシャント         | セガ           | ダウンロード | -                                                                              | メガドライブ版の移植                                       |
| 10  | セガビンテージコレクション ベア・ナックルII 死闘への鎮魂歌 Streets of Rage 2 | 2011年7月28日 2011年6月1日 2011年6月14日         | PlayStation 3                                      | エインシャント         | セガ           | ダウンロード （セガビンテージコレクション）                                                                              | NPJB-00130 NPUB-30444 NPEB-00508                                               | メガドライブ版の移植                                       |
| 11  | ベア・ナックルコレクション Sega Vintage Collection - Streets of Rage         | INT 2012年5月30日                                | Xbox 360 (Xbox Live Arcade)                        | セガ                   | セガ           | ダウンロード | -                                                                              | メガドライブ版の移植                                       |
| 12  | 3D ベア・ナックルII 死闘への鎮魂歌                                           | 2015年4月28日 2015年7月23日 2005年10月7日        | ニンテンドー3DS                                    | エインシャント         | セガ           | ダウンロード （セガ3D復刻プロジェクト）                                                                                  | -                                                                              | メガドライブ版の移植                                       |
| 13  | Sega Genesis Classics                                                        | 2018年5月29日 Switch 2018年12月7日 2018年12月6日 | Linux macOS PlayStation 4 Xbox One Nintendo Switch | d3t セガ               | セガ           | ダウンロード (Steam、PlayStation Store、 Microsoft Store、 ニンテンドーeショップ) BD-ROM Nintendo Switch専用ゲームカード | PS4: CUSA-10828 CUSA-09771 XBO: INL-SE10663080 Switch: HAC-P-AQGKB HAC-P-AQGKA | メガドライブ版の移植                                       |
| 14  | Streets of Rage 2                                                            | INT 2018年9月19日                                | Android                                            | セガ                   | セガ           | ダウンロード | -                                                                              | メガドライブ版の移植                                       |
| 15  | ベア・ナックルII 死闘への鎮魂歌 Streets of Rage 2                            | INT 2019年9月19日                                | メガドライブ ミニ                                  | エムツー               | セガゲームス   | プリインストール | - HAA-2520 - MK-16000                                                          | 本体にあらかじめインストールされた42作品の一つとして収録。 |
| 16  | セガ メガドライブ for Nintendo Switch Online                                 | 2021年10月26日                                   | Nintendo Switch                                    | 任天堂 エムツー        | 任天堂         | ダウンロード | -                                                                              | メガドライブ版の移植                                       |

セガ・マスターシステム版
海外のみで発売、1人プレイ専用。プレイヤーキャラクターはマックスが削られている。2ボタン仕様に合わせ、メガクラッシュが方向ボタン＋両ボタン同時押し、スペシャル攻撃がコマンド技（後→前＋両ボタン同時押し）になっている。
ゲームギア版
マスターシステム版の『Streets of Rage 2』をゲームギアの解像度に合わせ、その他細かい変更をしたもの。対戦ケーブルを使用することで2人同時プレイができる。プレイヤーキャラクターでマックスが削られているのはマスターシステム版と同様。メガクラッシュが削除され、代わりにスペシャル攻撃が方向ボタン＋両ボタン同時押しに変更されている。対戦格闘モードはない。また超必殺技が追加されており、攻撃ボタンを一定時間押し続けたあと放すことで、放つことができる。ただし使用制限がある（残り数は星マークで表示される）が、特定のアイテムを拾うことで増やすこともできる。
ゲームキューブ、PlayStation 2、Xbox 360版
GC&PS2版はソニックジェムズコレクション、Xbox 360版はベア・ナックルコレクションに収録。
ニンテンドー3DS版
2015年4月28日よりダウンロード専売ソフトとして配信開始。セガの「3D復刻プロジェクト」第2期6作目タイトル。基本的な仕様は2013年8月に出た3DS版『I』に準ずる（「一撃必殺モード」は、一度でもエンディングを見終えた後オプションに表示される隠しモード扱いになった）。このほか、敵を一度でもダウンさせればライフに関係なく倒せる「ノックダウンモード」と、プレイアブルキャラが倒されたら随時別キャラクターに強制チェンジしてプレイを続行する「カルテットモード」が追加された。
本来、3D復刻プロジェクトは2014年8月に配信開始された『3D サンダーブレード』および同年12月に発売されたパッケージ版ソフト『セガ3D復刻アーカイブス』をもって第2期リリースが完了とされていたが、日本でのリリース後に海外展開を開始する際、「かつて世界規模で評価を得たジェネシス（メガドライブ/MD）ソフトも追加リリースしたい」ということにより、「第2期の追加」という名目で開発・発売が決定された。
メガドライブ ミニ収録版
2019年9月19日、セガ自ら手掛け、世界同日発売された復刻系ゲーム機。あらかじめインストールされているメガドライブソフト42作品の一つとして収録された。

### その他
ベア・ナックルII 死闘への鎮魂歌（ベータ版）
初期の雑誌の紹介記事で掲載されたバージョン。ステージ1のみが収録されていて、BGMは1種類のみ、SEはまだ入っていない。各キャラクターの攻撃もダッシュ攻撃などで一部製品版と違いがある。登場する敵はガルシア、ドノバン、ジャック、シンガー（ドノバンと同キャラクターの中ボス）、バーボン。バーボンを倒すと再びステージの最初に戻り無限ループとなる。フォントも製品版と異なるものが使用されている。

## 制作

### 企画・セッティング
当時セガの社長を務めていた中山隼雄は、ゲームギア（海外版はセガ・マスターシステム）用ソフト『ソニック・ザ・ヘッジホッグ』（1991年）の大ヒットを受け、同作の開発元であるエインシャントの関係者を呼び出し、当時流行していたカプコンのアーケードゲーム『ストリートファイターII』（1991年）を超えるタイトルを作るよう命じた。
企画はPCエンジン用ソフト『パラソルスター』（1991年）を手掛けた内村語およびゲームギア（海外版はセガ・マスターシステム）用ソフト『ソニック・ザ・ヘッジホッグ』（1991年）を手掛けた古代彩乃、X68000用ソフト『スライス』（1991年）を手掛けた市川幹人、オブジェクト・デザインは彩乃の他に有賀ヒトシ、斉藤智晴が担当している。
また、彩乃はグラフィックディレクターやアートディレクター、さらにはキャラクターデザインも手掛けた。
開発チームは、セガから借りた基板をプレイして研究を重ねた。
彩乃の兄で、エインシャント代表を務める古代祐三は、ファミ通とのインタビューの中で、前作『ベア・ナックル』を継承する気持ちがあるとしたうえで、『ストII』の影響を受けていることを認めている。
プレイヤーキャラクターは、格闘ゲームの類型に合わせる形で生み出され、本作を初出とするマックスとサミーは祐三と彩乃が話し合って作られた。第一作の主人公の一人であるアダムは特徴を付けられないという理由から、プレイヤーキャラクターから外され、そこからストーリーが作られた。
当初は『ストII』同様、対戦の要素も入れられる予定だったが、見送られた。敵キャラクターであるシバに、多彩な技や必殺技であるファイナルクラッシュが用意されていたのはその名残である。また、シバは漫画『グラップラー刃牙』に登場する範馬勇次郎をモデルとしており、野球場のマウンドから降りてくる演出も同作を参考にしている。
当時のスーパーファミコン向けのゲーム同様、本作においても、ステージに様々な要素を詰め込む方針が取られた。その一環として斜めスクロールが導入されたことに伴い、スペシャル攻撃の内容が変更された。
本作のステージには一つ以上インパクトのあるものを用意してストーリー性を出しており、彩乃はエインシャントのブログ記事の中で、この手法は『魂斗羅』シリーズの影響を受けていることを認めている。

### サウンド
本作の音楽は前作を担当した祐三とゲームギア用ソフト『The GG忍2』（1992年）を手掛けた川島基宏が担当した。
当時流行していたベルトスクロールアクションゲームの多くがハードな音色や派手なスネアを取り入れていた一方、本作においてはハウスミュージックを中心とした楽曲が用いられており、中にはドラムンベース風の楽曲もあった。
音楽の方向性について、祐三はレッドブルとのインタビューの中で、当時のテクノやハウスの流行に合わせて新しい音を取り入れたと話している。
キャラクターボイスは音楽を担当している古代の音声を加工したものが使用されており、女性キャラクターのブレイズも含めた全キャラクターを演じている。

## スタッフ
- メイン・プランニング：CADMIX
- 企画：TALK UCHIMURA（内村語）（シャウトデザインワークス）、古代彩乃（エインシャント）、市川幹人 (MNM)
- システム・デザイン：TALK UCHIMURA（内村語）（シャウトデザインワークス）
- メイン・プログラム：河野明敏
- メイン・エネミー・プログラム：高橋幸生（エインシャント）
- エネミー&デモプログラム：さとうたつや (HIC)、DJINNI (HIC)、やきたのりたか (HIC)
- 音楽：古代祐三、川島基宏
- 効果音：古代祐三
- サウンド・ドライバー：丸山武志 (MNM)
- プロジェクト・マネージメント：WANTA
- オブジェクト・デザイン：古代彩乃（エインシャント）、有賀ヒトシ、斉藤智晴、ANYTHING、POCHI
- メイン・デザイン：古代彩乃（エインシャント）
- 背景デザイン：うつのみやこうじ（シャウトデザインワークス）、おだつるぎ（シャウトデザインワークス）、今井秋芳（シャウトデザインワークス）、いちかわこうへい、中井覚、小林功一郎、清宮敦嗣、古代彩乃（エインシャント）
- スペシャル・サンクス：Team Streets of Rage、Zozo、Todo、Y. K. K.、HASSY（長谷川勝弘）、Kyoten

## 評価
- ゲーム誌『ファミコン通信』の「クロスレビュー」では、7・6・7・6の合計で26点（満40点）[32]、ゲーム誌『メガドライブFAN』の読者投票による「ゲーム通信簿」での評価は以下の通りとなっており、24.7点（満30点）となっている[52]。

| 項目 | キャラクタ | 音楽 | お買得度 | 操作性 | 熱中度 | オリジナリティ | 総合 |
| 得点 | 4.4        | 4.2  | 4.1      | 4.1    | 4.4    | 3.5            | 24.7 |

- ゲーム本『メガドライブ大全』（2004年、太田出版）では、前作と比較して難易度が低くなった事、アーケードゲームと違い残金を気にせずプレイできる事などから「ベルトスクロール格闘」の中でも高ランクに位置する作品であると称賛した[53]。また登場キャラクターの内、マックスとブレイズが本作の面白さの99%を担っていると指摘した他、本作が対戦型格闘ゲームの影響を受けている事を示唆した上で「通常技→必殺技につなげて大ダメージを狙えるのが痛快」と称賛、さらにゲーム音楽としては当時珍しかったハウスを取り入れたBGMに関しては「度肝を抜いた」と絶賛した[53]。

## 関連作品
本作のシステムは、2020年に無料配信されたベルトスクロールアクションゲーム『Streets Of Kamurocho』にて応用された。

## その他
本作の発売に合わせてブレイズが気功掌で大男を倒す実写版のCMが製作された。ブレイズ役は葉月レイナが務めた。